# S-117
El S-117 (anteriormente Shch-117) fue un submarino soviético de la clase Shchuka (serie V-bis). El submarino estuvo en la Flota Soviética del Pacífico. Se hundió alrededor del 15 de diciembre de 1952, por causas desconocidas, en el estrecho de Tartaria, en el mar de Japón. Es posible que el barco chocara con un buque de superficie o chocara contra una mina marina. Los 47 tripulantes murieron en el incidente.

## Desaparición
El S-117 se perdió el 15 de diciembre de 1952 por circunstancias desconocidas. El 14 de diciembre de 1952, el S-117 salió bajo el mando de V. M. Krasnikov en su último viaje como parte del ejercicio TU-6 para practicar el ataque de objetivos por parte de un grupo de submarinos. En los ejercicios debían participar seis submarinos de la brigada y el C-117 debía guiarlos hacia los barcos del enemigo convencional. El último contacto con el barco se produjo a las 15.15 horas del día 15 de diciembre. El barco nunca volvió a hacer contacto. A bordo del barco había 52 tripulantes, incluidos 12 oficiales. Su tripulación, compuesta por 47 personas, se presume fallecida. La búsqueda del S-117, realizada hasta 1953, no arrojó nada. Aún se desconocen la causa y el lugar de la muerte del barco.
La Comisión Estatal rusa consideró varias hipótesis de trabajo:
- Fallo de motores diésel en condiciones de tormenta. Esta versión se tomó en cuenta porque ya 7 horas después de abandonar la base, uno de los motores diésel del barco falló. Durante la última sesión de comunicación, el S-117 informó a la base que el motor diésel había sido reparado.
- Explosión por chocar contra una mina marina. La noche del 14 de diciembre se transmitió a toda la flota el mensaje de que se había descubierto una mina flotante en la zona donde navegaba el S-117.
- Colisión contra un buque de superficie.
- En las época de la Guerra Fría, tampoco se descartó un ataque de un submarino estadounidense.